# Maria Vladimirovna Zakharova
Maria Vladimirovna Zakharova (tiếng Nga: Мария Владимировна Захарова; sinh ngày 24 tháng 12 năm 1975), là Vụ trưởng Vụ Thông tin Báo chí của Bộ Ngoại giao Liên bang Nga (đại diện chính thức của Bộ Ngoại giao Nga Liên bang) từ ngày 10 tháng 8 năm 2015. Bà có bằng cử nhân về Khoa học Lịch sử.

## Tiểu sử
Zakharova sinh ra trong một gia đình có truyền thống làm ngoại giao và cô từng sống ở Bắc Kinh, nơi mẹ và cha cô làm việc. Năm 1998, Zakharova tốt nghiệp khoa Báo chí Quốc tế tại MGIMO trong lĩnh vực chủ nghĩa phương Đông và báo chí. Việc học nghề trước khi tốt nghiệp của Zakharova được thực hiện tại Đại sứ quán Nga tại Bắc Kinh.
Từ năm 2003 đến năm 2005 và từ năm 2008 đến năm 2011, Zakharova làm việc tại Vụ Thông tin Báo chí của Bộ Ngoại giao Liên bang Nga. Từ năm 2005 đến năm 2008, bà là thư ký báo chí của phái đoàn thường trú của Liên bang Nga tại Liên hợp quốc.
Từ năm 2011 đến ngày 10 tháng 8 năm 2015, Zakharova là Phó Vụ trưởng Vụ Thông tin Báo chí của Bộ Ngoại giao Liên bang Nga. Nhiệm vụ của bà là tổ chức và thực hiện cuộc họp giao ban của phát ngôn viên Bộ Ngoại giao. tổ chức hoạt động của các tài khoản Bộ chính thức trong mạng lưới xã hội và hỗ trợ thông tin cho chuyến thăm nước ngoài của Bộ trưởng Bộ Ngoại giao.
Maria Zakharova được biết đến với sự tham gia của bà trong các chương trình nói chuyện chính trị trên đài truyền hình Nga và góp phần bình luận về các vấn đề chính trị nhạy cảm trong các mạng xã hội. Zakharova là một trong những nhà ngoại giao Nga được trích dẫn nhiều nhất. Bà thường phản đối Jen Psaki (đại diện chính thức của Bộ Ngoại giao Hoa Kỳ trước ngày 31 tháng 3 năm 2015).

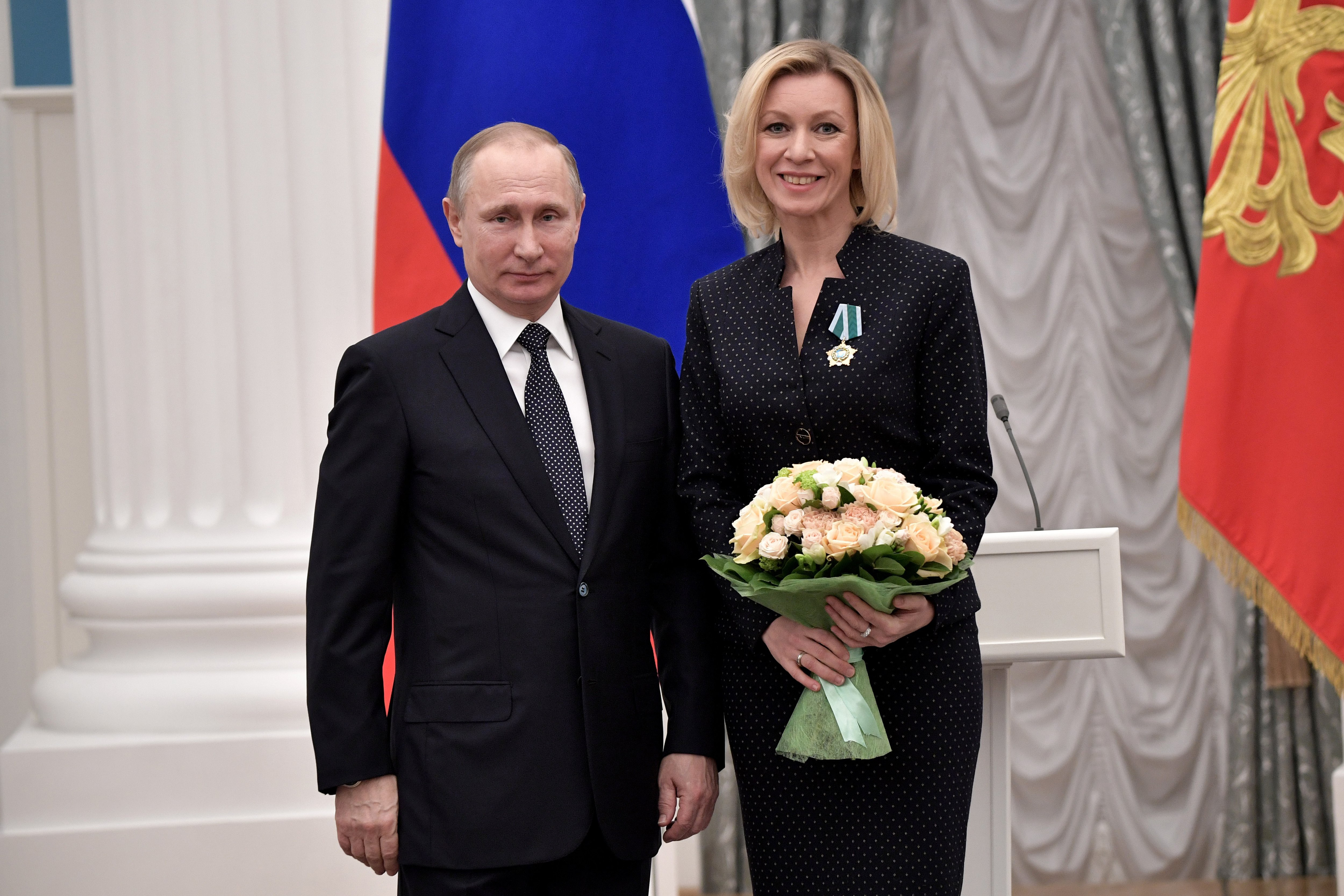
Tổng thống Vladimir Putin và Maria Zakharova

Ngày 10 tháng 8 năm 2015, theo sự chỉ đạo của Bộ Ngoại giao Nga, Zakharova được bổ nhiệm làm Giám đốc Vụ Thông tin và Báo chí. Zakharova trở thành người phụ nữ đầu tiên trong lịch sử của bộ phận giữ chức vụ này.
Năm 2016, bà được bầu chọn 100 phụ nữ của BBC.
Vào năm 2017, Zakharova đã cáo buộc Liên minh Châu Âu có thái độ đạo đức giả vì quan điểm rất khác biệt với các cuộc khủng hoảng Crimea và Catalonia, sau vụ việc hàng trăm người bị thương khi các lực lượng an ninh Tây Ban Nha cố gắng ngăn không cho người dân vùng Catalans bỏ phiếu trong cuộc cuộc trưng cầu dân ý đòi độc lập. Bà nói rằng "Tôi đã đọc và thấy được những gì đang xảy ra ở Catalonia. Và châu Âu sẽ nói điều gì đó với chúng tôi về cuộc trưng cầu dân ý ở Crimea cũng như 'bảo vệ nhân quyền' ".

### Tranh cãi
Vào ngày 13 tháng 11 năm 2016, Zakharova đã chỉ trích việc nói đùa trên đài truyền hình quốc gia Nga rằng kết quả bầu cử của Hoa Kỳ là kết quả của một âm mưu của người Nga gốc Do thái, nói rằng "Nếu bạn muốn biết điều gì sẽ xảy ra ở Mỹ, bạn phải nói chuyện với người của chúng tôi ở bãi biển Brighton một cách tự nhiên". Bãi biển Brighton là nơi có đông đảo cộng đồng người Nga gốc Do Thái. Bà cũng đã nói bằng giọng Do Thái điển hình.
Ngày 2 tháng 3 năm 2017, Maria Zakharova từ chối thảo luận về cáo buộc gián điệp đối với đại sứ Nga Sergey Kislyak với phóng viên CNN. Bà khuyên các cơ quan truyền thông Hoa Kỳ chấm dứt ngay việc lan truyền những tin tức giả mạo và sai sự thật, và lập luận rằng ông Kislyak là một nhà ngoại giao nổi tiếng thế giới.
Ngày 28 tháng 4 năm 2017, Zakharova xuất hiện trên Yahoo! News thảo luận các vấn đề quan hệ quốc tế hiện tại với phóng viên Katie Couric. Khi Couric đưa ra vấn đề tra tấn đối với các cá nhân thuộc cộng đồng LGBT ở Chechnya, Zakharova đã từ chối thảo luận, liên tục lập luận rằng đây không phải vấn đề thuộc thẩm quyền và trách nhiệm của Bộ Ngoại giao Nga, đồng thời yêu cầu phóng viên Couric không nên tiếp tục chính trị hóa vấn đề này.

## Gia đình
Vào ngày 7 tháng 11 năm 2005, Zakharova kết hôn với Andrei Makarov tại Lãnh sự quán Nga ở thành phố New York. Họ có một cô con gái Maryana, sinh tháng 8 năm 2010.